# スーパーリージョナルバンク
スーパーリージョナルバンクとは、米国において、地方銀行が大規模化した結果、元々根拠としていた地域以外にも進出していった銀行を指す言葉である。

## 概要
もともと米国の銀行制度においては、他国と比べ厳格な州際規制が設けられており、各州ごとに制定された法律で営業している地方銀行による他州への進出は禁止されていた。一方で、そのような規制の下で営業する有力な地方銀行はさらなる集積や業容拡大を目的として、他州への進出を目論むようになった。その結果規制を遵守しつつ他州への進出を実現する方策として、他州で元々営業をしていた地方銀行を買収することで、規制の壁を突き破って他州へ進出をするという方法を取る地方銀行が現れるようになる。このような買収による拡大が進んだ結果、大型化した地方銀行のことをスーパーリージョナルバンクと呼んでいる。

## 日本でのスーパーリージョナルバンク構想
日本においては、2000年頃、小泉政権下において、道州制導入が検討されていたことにあわせて、各都道府県に存在する地方銀行を合併させ広域地銀を作るという議論が銀行業界で行われていたが、道州制の議論が下火となっていくのにあわせて、この議論も下火になっていった。安倍政権が2014年に策定した成長戦略において、政権与党である自由民主党の金融族議員と金融庁の働きかけにより「日本版スーパーリージョナルバンク」構想の実現が盛り込まれている。
実際に当時、金融庁検査局長としてスーパーリージョナルバンク構想を成長戦略の一環に盛り込むように強く主張した森信親は、「地方経済を再生するためには、戦略的、長期的な視点から地域企業をリードする、地域金融機関の様々な機能強化が不可欠」であり、そのためには地方銀行が「地域にふさわしい産業を育成する力、企業を指導・育成するための強力な専門性（目利き）、経営人材の育成・供給力、戦略的な長期資金の供給力、地域金融機関の広域での提携・再編等を通じた、県境も超える広域的な営業活動による企業・産業サポート力向上」などの取組みを行うように地方銀行に対し強く求めた。他方で、このような構想を実現するためにスーパーリージョナルバンク構想を強行に推進することは、地方銀行の融資判断などに多大な影響が生じる可能性があり、結果として地方の中小企業の倒産が急増しかねないという懸念があり、日経ビジネス誌によれば、この構想やその内容について「政府幹部の一部は「過激過ぎる」と警戒」していた。

### 日本における個別事例
個別事例としては、りそな銀行が前身行である旧大和銀行の時代からスーパーリージョナルバンクを志向しているが、りそな銀行及びその前身である旧大和銀行はいずれも都市銀行であるめ、アメリカにおけるスーパーリージョナルバンクとは、その成り立ち等に差異がある。りそな銀行及びその親会社であるりそなホールディングスでは、これまで1990年代後半から2000年代前半にかけて近畿大阪銀行や奈良銀行、さらには同じ都市銀行であるものの埼玉県に強い基盤を有したあさひ銀行を傘下に収めた他、2014年以降の地銀再編の動きの中で関西アーバン銀行とみなと銀行を傘下に収めるなどしている。
また、2016年には四国地方に地盤を置き香川銀行及び徳島銀行を傘下としていたトモニホールディングスが、三菱UFJフィナンシャルグループ傘下で大阪府に地盤を持つ大正銀行を買収することで、関西地方への進出を強化しようとした動きもスーパーリージョナルバンク化への動きと言われている。

## 脚註
1. 1 2 3 4 5 6 7  「日本版スーパーリージョナルバンク」構想の虚虚実実（『経済界』　2014年6月26日配信　2017年2月25日確認）
2. ↑  【ビジネスの裏側】りそなＨＤ、２０年越しの構想再び　メガバンクとは一線、地銀再編の台風の目に（産経新聞2017年10月11日07:00公表）2018年8月12日確認
3. 1 2 3 4 5  動き始めたアベノミクスの「ゾンビ企業退治」　金融庁主導で実現する「スーパー・リージョナルバンク」の狙い　（日経ビジネス　2015年4月10日　配信日閲覧）
4. 1 2  りそなホールディングス　トップメッセージ（りそなホールディングス　2003年公表　2017年2月25日確認）
5. ↑  スーパー・リージョナル・バンクの構築 ～関西金融界安定への努力～（大和銀行投資家向け資料　2000年公表）
6. ↑  関西地銀統合へ　関西アーバン銀、みなと銀、近畿大阪銀(毎日新聞2017年2月20日22:29配信)　配信日に確認
7. ↑  地銀３行、統合検討＝グループ越え再編－関西圏で最大（時事通信　2017年2月20日22:56配信）配信日に確認
8. ↑  東海東京、高木証券をＴＯＢで買収　中堅金融で再編相次ぐ （日経電子版　2017年2月20日17:48配信）配信日に確認
9. ↑  関西 ３つの地方銀行が経営統合を検討（NHK　2017年2月20日15時51分配信）　配信日に確認
10. ↑  『三井住友・りそなの関西３地銀、来春統合で大筋合意』（日本経済新聞　2017年2月25日朝刊5頁）
11. ↑  『貸出残高２．６兆円に、トモニＨＤが計画、大正銀と経営統合』（日本経済新聞　四国版朝刊12頁　2016年4月2日）